# بادقپک لانه‌سیاه
بادقپک لانه‌سیاه (نام علمی: Aerodramus maximus) گونه‌ای بادخورک از خانواده بادخورکان است که در برونئی، اندونزی، مالزی، میانمار، فیلیپین، سنگاپور، تایلند و ویتنام یافت می‌شود. زیستگاه‌های طبیعی آن جنگل‌های دشت نمناک نیمه‌گرمسیری یا گرمسیری و جنگل‌های کوهستانی نمناک نیمه‌گرمسیری یا گرمسیری است.
یکی از منابع اصلی لانه‌های خوراکی برای سوپ لانه پرنده است.